# Lê Mai
Lê Mai (sinh năm 1938 tại Hải Phòng) là diễn viên kịch nói và điện ảnh xuất thân trong một gia đình mà cả bố và mẹ đều hoạt động trong lĩnh vực nghệ thuật sân khấu. Cha của bà, nhà thơ - kịch tác gia Lê Đại Thanh là người có ảnh hưởng lớn đến quyết định đi theo con đường nghệ thuật của bà. Ba người con gái của bà (Lê Vân, Lê Khanh và Lê Vi) sau này cũng chọn nghệ thuật sân khấu làm sự nghiệp và trở thành những nghệ sĩ nổi tiếng. Bà đã được trao tặng danh hiệu Nghệ sĩ ưu tú cho những đóng góp đối với nền nghệ thuật sân khấu và điện ảnh Việt Nam.

## Tiểu sử và sự nghiệp
Lê Mai tên thật là Lê Kim Nhung, sinh năm 1938 trong một gia đình có truyền thống hoạt động nghệ thuật tại Hải Phòng. Những năm tháng tuổi thơ của bà gắn bó với mảnh đất cửa biển Hải Phòng, nơi người cha của bà đã sinh trưởng và hoạt động nghệ thuật gần như cả đời ở đó. Cha của bà là nhà thơ - kịch tác gia Lê Đại Thanh hoạt động trong Đội kịch Trung ương cùng thời với Thế Lữ và Song Kim. Ngoài sáng tác văn nghệ, ông cũng từng là giáo viên, học trò của ông sau này có nhiều người nổi tiếng như nhà văn Nguyên Hồng, nhà văn Nam Cao hay Trung tướng Bằng Giang. Mẹ của bà tên là Đinh Ngọc Anh, con gái nhà tư sản Vạn An Trường của đất Hải Phòng xưa. Bà Đinh Ngọc Anh cũng từng là diễn viên kịch trong đoàn kịch Gió Biển của chồng mình (Lê Đại Thanh).
Hai người em trai của Lê Mai cũng tạo dựng tên tuổi trong lĩnh vực nghệ thuật là họa sĩ Lê Đại Chúc và đạo diễn, Nghệ sĩ ưu tú Lê Chức.

### Đoàn kịch Trung ương
Năm 1954, bà theo cha lên Hà Nội nhận công tác ở Đoàn kịch Trung ương do nhà văn, nhà viết kịch Học Phi khi đó làm trưởng đoàn. Tại đây, Lê Mai đã quen và kết hôn với nghệ sĩ Trần Tiến (sau là Nghệ sĩ Nhân dân). Nhưng do những rạn nứt trong quan hệ gia đình, hai người sau này đã ly hôn. Ba người con gái của bà và Nghệ sĩ Nhân dân Trần Tiến đều trở thành những nghệ sĩ thành danh là Lê Vân, Lê Khanh và Lê Vi.
Những năm đầu của sự nghiệp sân khấu, bà hoạt động chủ yếu trong Đoàn kịch Trung ương nhưng sự kiện Nhân Văn - Giai Phẩm xảy ra đã trở thành cú sốc cho cả gia đình bà sau đó. Cha bà, nhà thơ - nhà viết kịch Lê Đại Thanh và cả bà khi đó bị cấp trên kiểm điểm và buộc thôi công tác. Sự việc sau này đã được làm rõ qua lời nói của Tố Hữu với nhạc sĩ Trần Hoàn: Trường hợp của ông Lê Đại Thanh nếu như có một kết luận nào đó để hiểu là kỷ luật thì đó là kết luận sai lầm. Tuy nhiên, kết luận kỷ luật sai lầm của cấp trên (mà nhà thơ Tố Hữu đã nói) đã khiến bà bị mất việc ở Đoàn kịch Trung ương.

### Đoàn kịch Hà Nội
Sau đó bà xin được về công tác tại Đoàn kịch Hà Nội. Không chỉ tham gia vào những vai diễn trên sân khấu kịch, bà còn xuất hiện trong những bộ phim truyền hình và phim truyện như Hoa đắng, Hoàng hôn dang dở... để lại nhiều ấn tượng cho khán giả truyền hình ngay cả khi họ gặp bà ở ngoài đời thật.

## Những vai diễn nổi bật

### Kịch
- Những người ở lại
- Cái máy chém
- Lam Sơn tụ nghĩa (kịch thơ)

### Điện ảnh
- Đường tới thiên đàng (phim truyền hình)
- Vui buồn sau lũy tre (phim truyền hình)
- Hoa đắng
- Hoàng hôn dang dở
- Chập cheng
- Tình yêu không hẹn trước (phim truyền hình)
- Bà nội không ăn pizza  (phim truyền hình)